# 巴哈伊信仰与祆教
祆教是巴哈伊信仰承认的曾在宗教经典中预言巴哈欧拉出现的九大宗教之一。琐罗亚斯德被认为是连续出现的上帝的显示者之一。祆教宗教经典《阿維斯陀》的真实性被认为是不确定的。

## 巴哈欧拉的血统
巴哈欧拉，原名为米尔扎·侯赛因·阿里，是琐罗亚斯德及萨珊王朝最后一位君主伊嗣俟三世的后裔。他的父亲是波斯馬贊德蘭省的贵族。米爾紮·阿布-法則勒写过关于巴哈欧拉血统的论文。

## 预言
祆教预言了拯救世界的苏什扬特或夏巴兰的到来。巴哈伊认为巴哈欧拉的到来实现了上述预言。

## 文献来源
《大同圣帐》是巴哈欧拉所作的书信集，其中包括对知名的祆教徒Mánikchí Limjí Hataria以波斯语写成回复，和对其秘书Mírzá Abu'l-Faḍl写的说明。上述作品和其他三份书简简单体现了巴哈欧拉和祆教的关系。

## 早期的改宗情况
在19世纪，祆教社区大量集中在波斯的亚兹德与克尔曼地区。而在印度，祆教徒则以帕西人为人所知，他们大量集中在孟买。自1880年代以来，大量亚兹德的祆教徒改宗巴哈伊信仰，而类似的情形亦发生在孟买并成为当时孟买巴哈伊社区成长的一大因素。第一个祆教改宗巴哈伊信仰的信徒据信是亚兹德的Kay-Khusraw-i-Khudádád。

## 引用
1. 1 2 3 4  Smith, Peter. . . Oxford: Oneworld Publications: 369. 2000  [2020-08-16]. ISBN 1-85168-184-1. （原始内容存档于2019-04-01）.
2. ↑  Balyuzi, H.M.  (PDF). Oxford, UK: George Ronald. 1985: 309–312  [2020-08-16]. ISBN 0-85398-152-3. （原始内容存档 (PDF)于2020-04-16）.
3. ↑  Balyuzi, H.M. . Oxford, UK: George Ronald. 2000: 9–11. ISBN 0-85398-328-3.
4. ↑  Kazemi, Farshid. .  14. Wilmette, IL: Irfan Colloquia. 2013: 45–123  [2020-08-16]. ISBN 978-3942426183. （原始内容存档于2020-03-23）.
5. ↑  Maneck, Susan Stiles. . Cole, Juan R. I.; Momen, Moojan  (编). . Studies in Babi and Baha'i History: From Iran East and West 2 illustrated. Kalimat Press. 1984: 67–93  [2020-08-16]. ISBN 9780933770409. （原始内容存档于2016-04-25）.
6. ↑  Taherzadeh, A. . Oxford, UK: George Ronald. 1984: 269  [2020-08-16]. ISBN 0-85398-144-2. （原始内容存档于2018-08-26）.